# 维尔图努斯
维尔图努斯（拉丁語：Vertumnus）古罗马神话神祇之一。为负责四季变化以及植物生长之神祇。其事迹反映于古罗马诗人奥维德等人之著述，具有重要地影响与积极意义。